# جورجيوس أماناتيديس
جورجيوس أماناتيديس (باليونانية: Γιώργος Αμανατίδης)‏ هو لاعب كرة قدم يوناني في مركز الدفاع، ولد في 4 أبريل 1970 في ميسوبوتاميا في اليونان. شارك مع منتخب اليونان لكرة القدم. أما مع النوادي، فقد لعب مع نادي أبويل ونادي أولمبياكوس.

## وصلات خارجية
- جورجيوس أماناتيديس على موقع ناشيونال فوتبول تيمز (الإنجليزية)